# Kávové zrno

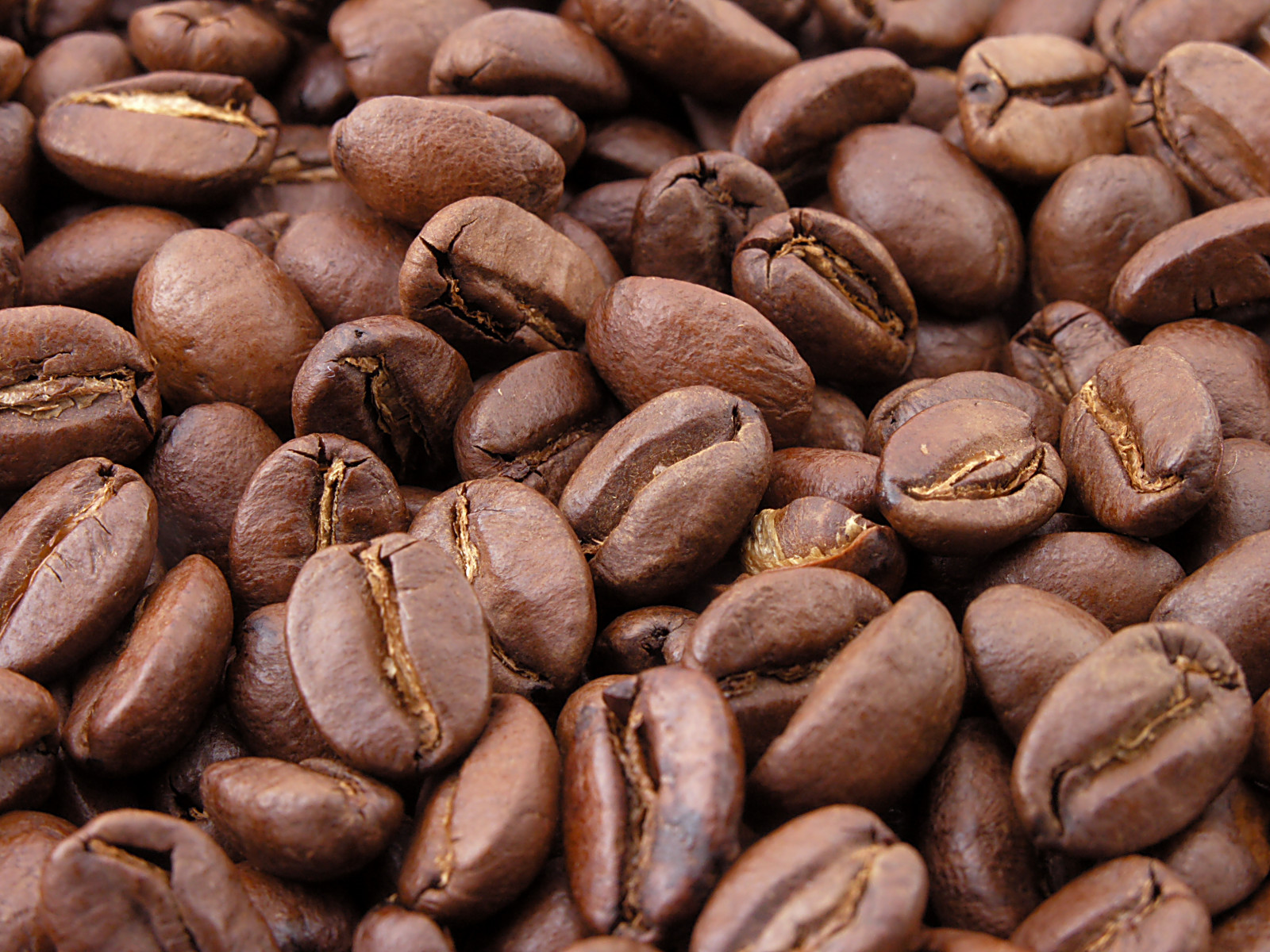
Pražená kávová zrna

Kávové zrno je semeno kávovníku a zdroj kávy. Je to pecka uvnitř červeného nebo fialového plodu, který se často označuje jako třešeň. Stejně jako běžné třešně je i plod kávovníku tzv. peckovice. I když kávová zrna nejsou technicky zrna, jsou označována jako taková kvůli jejich podobnosti se skutečnými zrny. Plod – kávové třešně nebo kávové bobule – nejčastěji obsahuje dvě pecky přivrácené svými plochými stranami k sobě. Malé procento třešní obsahuje jediné semeno, místo obvyklých dvou. Tomu se říká „hrášková káva“ a činí jen mezi 10–15 %; podle běžného (ale vědecky nepotvrzeného) přesvědčení mají více chuti než normální kávová zrna. Stejně jako para ořechy (semeno) a bílá rýže, kávová zrna sestávají většinou z endospermu .
Dvě ekonomicky nejdůležitější odrůdy kávovníku jsou Arabica a Robusta. Přibližně 60 % celosvětové produkce kávy je Arabica a cca 40 % je Robusta. Zrna Arabica obsahují 0,8–1,4 % kofeinu a zrna Robusta 1,7–4 % kofeinu. Protože káva je jedním z nejvíce konzumovaných nápojů na světě, jsou kávová zrna hlavní plodinou a důležitým vývozním produktem, což představuje více než 50 % devizových příjmů některých rozvojových zemí.

## Historie
Podle populární legendy byl kávovník v Etiopii objeven pasákem koz jménem Kaldi.

### Významná data
- První kávovník byl objeven v pohoří Jemenu. Kolem roku 1500 byl vyvezen do zbytku světa přes přístav Mokka v Jemenu.
- r. 1600 – první kultivace v Indii (Chikmagalur)
- r. 1616 – první kultivace v Evropě (také první kultivace mimo východní Afriku/Arábii)
- r. 1699 – první kultivace na Jávě
- v letech 1715–30 – první kultivace v Karibiku (Kuba, Hispaniola (Haiti a Dominikánská republika), Jamajka, Portoriko)
- r. 1720 – první kultivace v nizozemské východní Indii
- kol. r. 1723 – kávovníky poprvé představeny v Americe
- r. 1730 – první kultivace v Jižní Americe
- r. 1865 – první pražená zrna prodaná na maloobchodním trhu (Pittsburgh)
- V 50. letech 20. století byly vyvinuty důležité techniky sušení rozprašováním.

## Distribuce

Kávový pás znázorněn žlutou barvou: 20 největších producentů znázorněno v zelené barvě. (2011)

Jižní Amerika obstarává zhruba 45 % celkového vývozu kávy na světě. Většina této kávy se pěstuje v Brazílii.
Spojené státy dovážejí více kávy než kterýkoli jiný stát. Spotřeba kávy na obyvatele ve Spojených státech v roce 2011 byla 4,24 kg (9 liber) a hodnota dovážené kávy přesáhla 8 miliard dolarů. Od roku 2015 spotřebovali Američané přibližně 400 milionů šálků kávy denně, díky čemuž byly Spojené státy předním spotřebitelem kávy na světě.
Kávovníky rostou v definované oblasti mezi obratníky raka a kozoroha, nazývanou kávový pás.

## Etymologie
Oxfordský anglický slovník naznačuje, že evropské jazyky patrně převzaly slovo z tureckého kahveh kolem roku 1600, nebo možná prostřednictvím italského caffè. Arabské qahwah [čte se kahveh], znamenající infuze nebo nápoj, které dle arabskýchlexikografů původně znamenalo „víno“ nebo nějaký druh vína, a bylo odvozeno od kořenového slovesa qahiya, jež znamená „nemít chuť k jídlu“ Další běžná teorie je, že slovo je odvozené z názvu provincie Kaffa v Etiopii, kde tento rostlinný druh mohl vzniknout.

## Kávovník

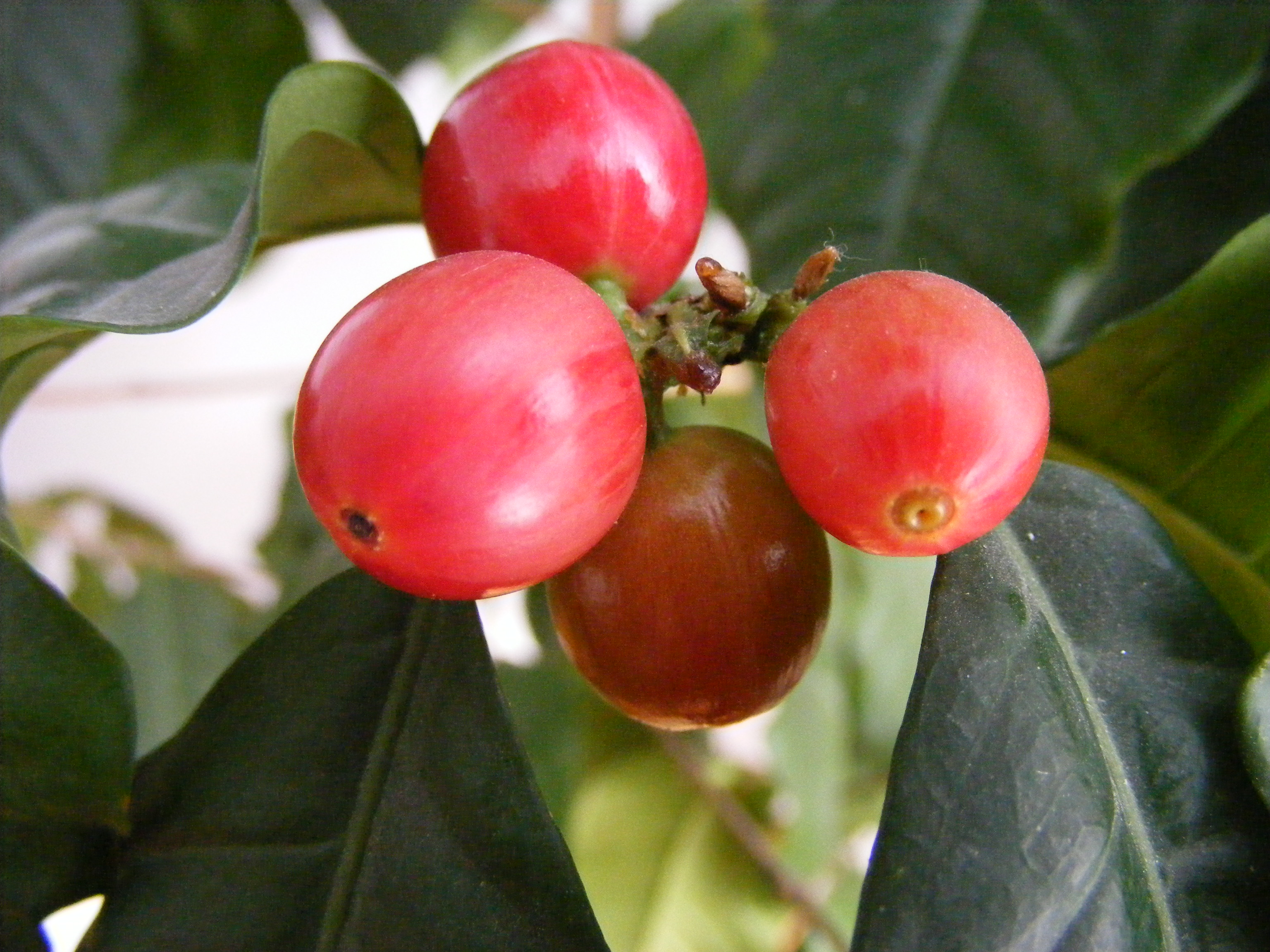
Kávové bobule

Průměrný kávovník měří 5–10 m (16–33 ft) na výšku. Jak strom stárne, větví se stále méně a méně a nese více listů a plodů.
Kávovníky se pěstují v řadách od sebe vzdálených několik stop. Někteří zemědělci pěstují kolem nich ovocné stromy nebo pěstují kávu na svazích kopců, protože se daří při specifických podmínkách. V ideálním případě se kávová zrna Arabicy pěstují při teplotách mezi 15–24 °C a Robusty mezi 24–30 °C a potřebují mezi 150–300 mm srážek za rok. Silný déšť je zapotřebí na začátku sezóny, kdy se ovoce vyvíjí, a méně vody později v sezóně při dozrávání.

### Zpracovávání
Když je ovoce zralé, je téměř vždy ručně sbíráno, buď pomocí „selektivního sběru“ zralého ovoce, nebo „proužkového sběru“, kdy se veškeré ovoce z konce větve sebere najednou. Tento selektivní sběr dává pěstitelům důvod, aby dali své kávě specifikaci „operation cherry red“ (OCR). Ve vzácných případech asijská palmová cibetka pojídá kávové bobule a vylučuje zrnka, která se nazývají kopi luwak a lze je dále zpracovávat na vzácnou a drahou kávu.
Ke zpracování bobulí kávy se primárně používají dvě metody. První, „mokrý“ též „mycí“ proces, byl historicky obvykle prováděn v severní části Jižní Ameriky a afrických oblastech. Dužnina třešní se od semen oddělí a semena se fermentují – namočí do vody asi dva dny. To změkčuje sliz, což je lepkavý zbytek buničiny, který je stále připojen k semenům. Poté se tento sliz vymývá vodou.
Druhá, metoda „suchého zpracování“, je levnější a jednodušší, byla historicky používána pro fazole nižší kvality v Brazílii a velké části Afriky, ale nyní přináší prémii, když se provádí dobře. Větvičky a jiné cizí předměty se oddělují od bobulí a plody se poté na slunci rozloží na beton nebo cihly na 2–3 týdny, a jsou pravidelně obraceny pro rovnoměrné sušení.

## Složení

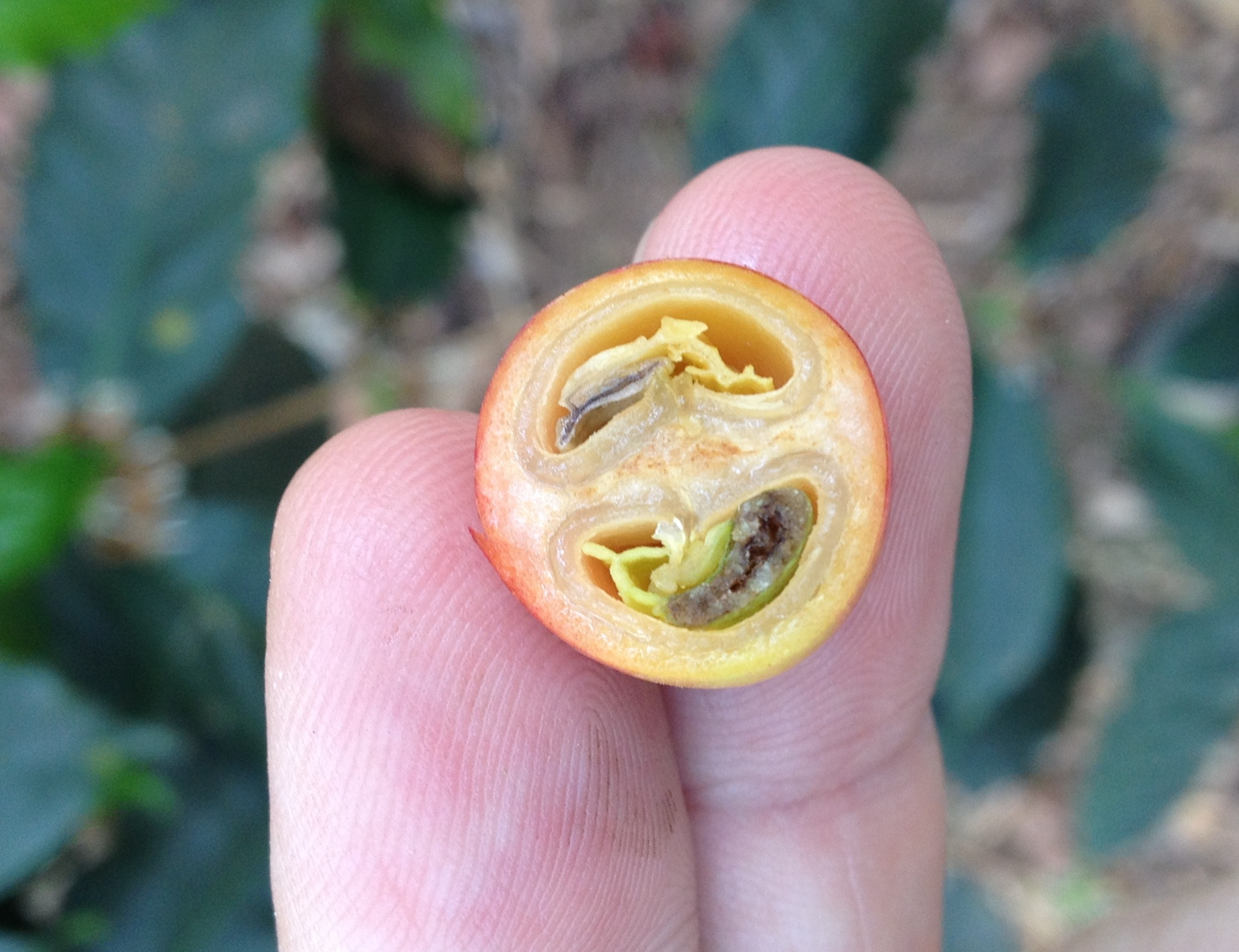
Průřez bobulí kávy

Termín „zelená kávová zrna“ se týká nepražených zralých nebo nezralých kávových zrn. Ty byly zpracovávány mokrým nebo suchým způsobem pro odstranění vnější buničiny a slizu a mají na vnějším povrchu celistvou voskovou vrstvu. Když jsou nezralé, jsou zelené. Když jsou zralé, mají hnědou až žlutou nebo načervenalou barvu a obvykle váží 300–330 mg na 1 sušené kávové zrno. Netěkavé a těkavé sloučeniny v kávových zrnech, jako je kofein, odrazují mnoho hmyzu a zvířat od jejich konzumace. Jak těkavé, tak netěkavé sloučeniny přispívají k chuti kávových zrn, když jsou praženy. Neprchavé dusíkaté sloučeniny (včetně alkaloidů, trigonellinů, bílkovin a volných aminokyselin) a uhlohydráty mají zásadní význam pro produkci plné vůně pražené kávy a pro její biologický účinek. Od poloviny desátých let 21. století se zelený kávový extrakt prodává jako doplněk výživy a byl klinicky studován na obsah chlorogenové kyseliny, a pro lipolytické vlastnosti a hubnoucí účinky.

### Netěkavé alkaloidy

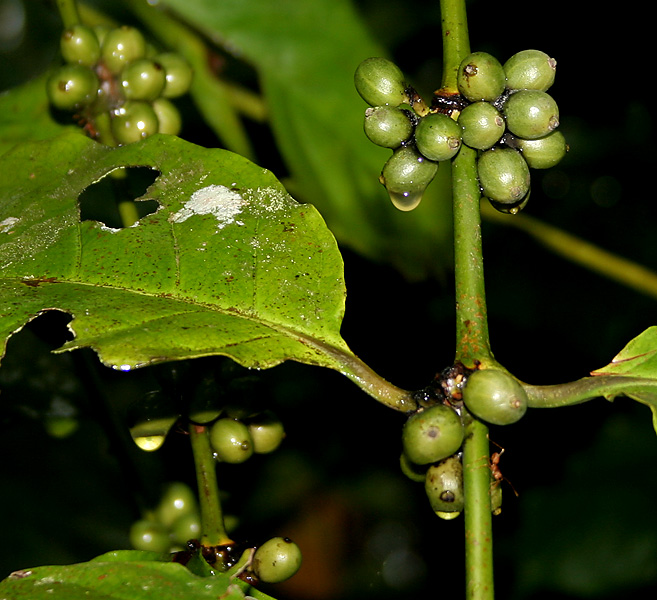
Nezralé bobule rodu Coffea canephora na stromě v Goa v Indii

Kofein (1,3,7-trimethyl-xanthin) je alkaloid nejvíce přítomný v zelených a pražených kávových zrnech. Obsah kofeinu je mezi 1,0–2,5 % hmotnosti suchého zeleného kávového bobu. Obsah kofeinu se během zrání zelených kávových zrn nemění. Lze nalézt nižší koncentrace theofylinu, teobrominu, paraxanthinu, liberinu a methylliberinu. Koncentrace theofylinu, alkaloidu známého pro jeho přítomnost v zeleném čaji, se během pražení snižuje, obvykle asi 15 minut při 230 °C (446 °F), zatímco koncentrace většiny ostatních alkaloidů se nemění. Rozpustnost kofeinu ve vodě se zvyšuje s teplotou a s přídavkem chlorogenových kyselin, kyseliny citrónové nebo kyseliny vinné, které jsou všechny přítomny v zelených kávových zrnech. Například 1g (0.035 oz) kofeinu se rozpustí v 46 ml (1.6 US fl oz) vody při pokojové teplotě a 5.5 ml (0.19 US fl oz) při 80 °C (176 °F). Xantinové alkaloidy jsou bez zápachu, ale mají hořkou chuť ve vodě, která je však maskována organickými kyselinami přítomnými v zelené kávě.
Trigonellin (N-methyl-nikotinát) je derivát vitaminu B6, který není tak hořký jako kofein. U zelených kávových zrn je obsah mezi 0,6–1,0 %. Při teplotě pečení 230 °C (446 °F), 85 % trigonellinu je degradováno na kyselinu nikotinovou, přičemž v pražených fazolích zůstávají malá množství nezměněné molekuly. U zelených kávových zrn je trigonellin syntetizován z kyseliny nikotinové (kyselina pyridinium-3-karboxylová) methylací z methioninu, aminokyseliny obsahující síru. Byla hlášena mutagenní aktivita trigonellinu.

### Proteiny a aminokyseliny
Bílkoviny tvoří 8–12 % sušených zelených kávových zrn. Většina proteinů je akumulačního typu 11-S  (alfa – složka 32 kDa, beta – složka 22 kDa), z nichž většina se během zrání zelených kávových zrn degraduje na volné aminokyseliny. Dále jsou 11-S akumulační proteiny degradovány na své jednotlivé aminokyseliny za teploty pražení, takže jsou dalším zdrojem hořkých složek v důsledku generování Maillardových reakčních produktů. Vysoká teplota a koncentrace kyslíku a nízké pH degradují 11-S akumulační proteiny zelených kávových zrn na peptidy a aminokyseliny s nízkou molekulovou hmotností. Degradace je urychlena v přítomnosti organických kyselin, jako jsou kyseliny chlorogenové a jejich derivátů. Mezi další proteiny patří enzymy, jako je kataláza a polyfenol oxidáza, které jsou důležité pro zrání zelených kávových zrn. Zralá káva obsahuje volné aminokyseliny (4,0 mg aminokyseliny/g kávy robusta a do 4,5 mg aminokyseliny/g kávy arabica). Alanin je v kávě Arabica aminokyselina s nejvyšší koncentrací, tj. 1,2 mg/g, následně asparagin 0,66 mg/g, zatímco v robustě je alanin přítomen v koncentraci 0,8 mg/g a asparagin při 0,36 mg/g. Volné hydrofobní aminokyseliny v čerstvých zelených kávových zrnech přispívají k nepříjemné chuti, což znemožňuje připravit požadovaný nápoj s takovými sloučeninami. V čerstvé zelené kávě z Peru byly tyto koncentrace stanoveny jako: isoleucin 81 mg/kg, leucin 100 mg/kg, valin 93 mg/kg, tyrosin 81 mg/kg, fenylalanin 133 mg/kg. Koncentrace kyseliny gama-aminomáselné (neuropřenašeč) byla stanovena mezi 143 mg/kg a 703 mg/kg v kávových zrn z Tanzanie. Pražená kávová zrna neobsahují žádné volné aminokyseliny; aminokyseliny v zelených kávových zrnách jsou degradovány při teplotě pražení na Maillardovy produkty (reakční produkty mezi aldehydovou skupinou cukru a alfa-aminoskupinou aminokyselin). Diketopiperaziny, např. cyklo(prolin-prolin), cyklo(prolin-leucin) a cyklo(prolin-isoleucin), jsou generovány z odpovídajících aminokyselin a jsou hlavním zdrojem hořké chuti pražené kávy. Hořká chuť diketopiperazinů je patrná kolem 20 mg/l vody. Obsah diketopiperazinů v espressu je asi 20–30 mg, který je zodpovědný za jeho hořkost .

### Sacharidy
Sacharidy tvoří asi 50 % suché hmotnosti zelených kávových zrn. Sacharidové frakci zelené kávy dominují polysacharidy, jako je arabinogalaktan, galaktomannan a celulóza, což přispívá k chuti zelené kávy. Arabinogalaktan tvoří až 17 % suché hmotnosti zelených kávových zrn, s molekulovou hmotností 90–200 kDa. Skládá se z beta-1-3-vázaných hlavních galaktanových řetězců, s častými členy zbytků arabinózy (pentózy) a galaktózy (hexózy) v postranních řetězcích obsahujících imunomodulační vlastnosti stimulací buněčného obranného systému těla (reakce Th-1). Zralé hnědé až žluté kávové boby obsahují méně zbytků galaktózy a arabinózy v postranním řetězci polysacharidů, díky čemuž je zelená kávová zrna odolnější vůči fyzickému rozkladu a méně rozpustná ve vodě. Molekulární hmotnost arabinogalaktanu v kávě je vyšší než ve většině ostatních rostlin, což zlepšuje buněčný obranný systém trávicího traktu ve srovnání s arabinogalaktanem s nižší molekulovou hmotností. Volné monosacharidy jsou přítomny v zralých hnědých až žlutozelených kávových zrnech. Volná část monosacharidů obsahuje sacharózu (glukózo-fruktózu) až do 9000 mg /100 g zeleného kávového zrna arabica, méně v kávovém zrnu robustas, konkrétně 4500 mg/100g. U zelených kávových zrn arabské kávy byl obsah volné glukózy 30–38 mg/100 g, volné fruktózy 23–30 mg/100 g, volné galaktózy 35 mg/100g a mannitolu 50 mg/100g sušených kávových zrn. Mannitol je silný vychytávač hydroxylových radikálů, které vznikají při peroxidaci lipidů v biologických membránách.

### Tuky
Lipidy nalezené v zelené kávě zahrnují: kyselinu linolovou, kyselinu palmitovou, kyselinu olejovou, kyselinu stearovou, kyselinu arachidovou, diterpeny, triglyceridy, nenasycené mastné kyseliny s dlouhým řetězcem, estery a amidy . Celkový obsah lipidů v sušené zelené kávě je mezi 11,7–14 g/100 g. Lipidy jsou přítomny na povrchu a ve vnitřní matrici zelených kávových zrn. Na povrchu obsahují deriváty 5-hydroxytryptamidů karboxylové kyseliny s amidovou vazbou na mastné kyseliny (nenasycené kyseliny C6 až C24), které tvoří až 3 % celkového obsahu lipidů nebo 1200–1400 mg/g sušených zelených kávových zrn. Takové sloučeniny tvoří voskovitý povlak na povrchu kávových zrn (200–300 mg lipidů /100g sušených zelených kávových bobů) chránící vnitřní matrici před oxidací a hmyzem. Tyto molekuly mají navíc antioxidační aktivitu v důsledku své chemické struktury. Lipidy vnitřní tkáně jsou triglyceridy, kyselina linolová (46 % z celkového množství volných lipidů), kyselina palmitová (30–35 % z celkového množství volných lipidů) a estery. Fazole arabica mají vyšší obsah lipidů (13,5–17,4 g lipidů /100 g sušených zelených kávových zrn) než robustas (9.8–10.7 g lipidů /100 g sušených zelených kávových zrn). Obsah diterpenu tvoří okolo 20 % lipidové frakce. Mezi diterpeny nalezené v zelené kávě patří cafestol, kahweol a 16-O-methylcafestol . Některé z těchto diterpenů byly ukázány v experimentech in vitro, aby chránily tkáň jater před chemickou oxidací. V kávovém oleji ze zelených kávových zrn jsou diterpeny esterifikovány nasycenými mastnými kyselinami s dlouhým řetězcem.

### Netěkavé chlorogenové kyseliny
Chlorogenové kyseliny patří do skupiny sloučenin známých jako fenolické kyseliny, které jsou antioxidanty. Obsah chlorogenových kyselin v sušených zelených kávových zrnech robusta je 65 mg/g a arabiky 140 mg/g, v závislosti na načasování sklizně. Při teplotě pečení je zničeno více než 70 % chlorogenových kyselin, přičemž zbytek tvoří méně než 30 mg/g v pražených kávových bobech. Na rozdíl od zelené kávy obsahuje zelený čaj v průměru 85 mg/g polyfenolů. Tyto chlorogenové kyseliny by mohly být cenným, levným zdrojem antioxidantů. Chlorogenové kyseliny jsou homologní sloučeniny obsahující kyselinu kávová, kyselinu ferulovou a kyselinu 3,4-dimethoxycinnamovou, které jsou spojeny esterovou vazbou s hydroxylovými skupinami kyseliny chinové. Antioxidační kapacita kyseliny chlorogenové je účinnější než kyselina askorbová (vitamin C) nebo mannitol, což je selektivní vychytávač hydroxylových radikálů. Chlorogenové kyseliny mají hořkou chuť v nízkých koncentracích, jako je 50 mg/l vody. Při vyšších koncentracích 1g/l vody, mají kyselou chuť. Chlorogenové kyseliny zvyšují rozpustnost kofeinu a jsou důležitými modulátory chuti.

### Těkavé sloučeniny
Těkavé sloučeniny zelených kávových zrn zahrnují mastné kyseliny s krátkým řetězcem, aldehydy a dusík obsahující aromatické molekuly, jako jsou například deriváty pyrazinů (zeleně-bylinný lehce zemitý pach). Stručně řečeno, takové těkavé sloučeniny jsou odpovědné za méně příjemný zápach a chuť zelené kávy ve srovnání s praženou kávou. Obchodní úspěch byl realizován společností Starbucks při vytváření osvěžovačů zelených fazolí pomocí procesu, který primárně izoluje kofein od zelených fazolí, ale ve skutečnosti nepoužívá máčenou tekutinu z fazolí. Mnoho spotřebitelů experimentuje s vytvářením „extraktu“ zelených fazolí namáčením zelených kávových zrn do horké vody. Doporučené doby máčení (20min až 1h) často extrahují příliš mnoho kofeinu, aby zajistily příjemnou chuť. Čas máčení 12 minut nebo méně poskytuje chutnější tekutinu, která může být použita jako základ pro nápoj obsahující více živin a méně kofeinu než při použití pouze izolovaného kofeinového extraktu. Výsledná alkalická zásobní báze může být spárována s kyselými nebo ovocnými extrakty, se sladidlem nebo bez něj, aby se maskovala rostlinná chuť extraktu.
Při pečení zelených kávových zrn se vytvářejí další molekuly s typickou příjemnou vůní kávy, které se nenacházejí v čerstvé zelené kávě. Během pražení se hlavní část nepříjemně chutnajících těkavých látek neutralizuje. Bohužel se v zelené kávě ničí další důležité molekuly, jako jsou antioxidanty a vitaminy. Byly identifikovány těkavé sloučeniny s nepříjemným zápachem pro člověka, včetně kyseliny octové (štiplavý, nepříjemný zápach), kyseliny propionové (zápach kyselého mléka nebo másla), kyseliny butanové (zápach žluklého másla, přítomný v zelené kávě s 2 mg/100g kávových zrn), kyselina pentanová (nepříjemná ovocná příchuť, přítomná v zelené kávě při 40 mg/100g kávových zrn), kyselina hexanová (mastný žluklý zápach), kyselina heptanová (mastný pach), kyselina oktanová (odpudivý olejovitý žluklý zápach); kyselina nonanová (jemný ořechový mastný zápach); kyselina dekanová (kyselý odpudivý zápach) a deriváty těchto mastných kyselin: kyselina 3-methyl-valerová (kyselá, zeleně-bylinná, nepříjemná vůně), acetaldehyd (štiplavý zvracení-vyvolávající zápach, a to i když je vysoce zředěný, je přítomný v sušených zelených kávových zrnech v koncentracích asi 5 mg/kg), propanal (dusivý účinek na dýchací systém, pronikavé vyvolávání zvracení), butanal (zvracení-vyvolávající efekt, přítomný v sušených zelených kávových zrn ve 2–7 mg/kg) nebo pentanalu (velmi odpudivý nevolný účinek).